# 캘빈 헐버트
캘빈 벌터 헐버트(Calvin Butler Hulbert, 1827년10월 18일(버몬트주 셀던–1917년2월 27일(매사추세츠주 데니스)는 1875년부터 1880년까지 미들버리 대학교의 총장을 지낸 미국의 교육자, 종교인이다. 물러난 후 버몬트주 뉴헤이번에서 목사 일을 했다. 그는 호머 헐버트의 부친이기도 하다.